# Onthophagus pardalis
Onthophagus pardalis är en skalbaggsart som beskrevs av Fabricius 1798. Onthophagus pardalis ingår i släktet Onthophagus och familjen bladhorningar. Inga underarter finns listade i Catalogue of Life.